# Le Bonheur du manchot
Le Bonheur du manchot est un récit de Jean-Pierre Chabrol publié en 1993.

## Résumé
Son père, Silvin, manchot, et sa mère, étaient instits athées à La Vernarède. Vers 1900, les instit's allaient à l'école préparatoire de l'EN après le certificat d'étude. Les ruraux apprenaient à écrire dans du sable dont ils amenaient un sac chaque matin. Silvin prend sa retraite en 1946. Il meurt en 1971.